# Ernest Lee
Pour les articles homonymes, voir Lee.
Ernest Page Lee, né à Teignmouth au Royaume-Uni en 1862 et mort à Queenstown le 18 février 1932,, est un avocat et homme politique néo-zélandais.

## Biographie
À l'issue d'une formation de droit, il émigre en Nouvelle-Zélande en 1886 où il pratique les métiers de solliciteur et de barrister (avocat) à Oamaru. Sous les couleurs du Parti de la réforme (en), il est élu député de cette ville à la Chambre des représentants de Nouvelle-Zélande aux élections de 1911, et conserve ce siège aux élections de 1914 et de 1919. En 1920 il est nommé ministre de la Justice, puis conjointement aussi ministre des Affaires extérieures et ministre des Industries et du Commerce, dans le gouvernement que dirige William Massey. Il perd ses fonctions lorsqu'il est battu dans sa circonscription, de seulement 14 voix, aux élections de décembre 1922. Il retrouve son siège de député en 1925 avant de le perdre à nouveau en 1928,.
Alpiniste amateur mais renommé, il gravit certains des « plus hauts pics des Alpes du Sud ».